# Work It (televisieserie)
Work It was een Amerikaanse komedieserie die ter vervanging van de sitcom Man Up! door ABC werd uitgezonden. De eerste aflevering, die op 3 januari 2012 werd uitgezonden, trok 6,16 miljoen kijkers. Een week later trok de tweede aflevering 4,9 miljoen kijkers. ABC besloot daarom op 13 januari 2012 de televisieserie stop te zetten, waardoor de resterende vier afleveringen nooit zijn uitgezonden.

## Verhaal
Lee Standish (Ben Koldyke) is ontslagen en heeft geldproblemen. Hij hoort dat Coreco Pharmaceuticals op zoek is naar een verkoopmedewerkster, maar dat het bedrijf niet geïnteresseerd is in mannelijke sollicitanten. Hij besluit zich daarom te verkleden als vrouw en zo weet hij de baan te bemachtigen. Ook zijn vriend Angel Ortiz (Amaury Nolasco) verkleedt zich als vrouw en krijgt een baan bij Coreco Pharmaceuticals. Standish' vrouw en de andere collega's weten niet dat hij zich op het werk als vrouw verkleedt.

## Hoofdrolspelers
- Ben Koldyke als Lee Standish
- Amaury Nolasco als Angel Ortiz
- Beth Lacke als Connie Standish
- John Caparulo als Brian
- Rebecca Mader als Grace
- Rochelle Aytes als Vanessa
- Kate Reinders als Kelly
- Kirstin Eggers als Kristin
- Hannah Sullivan als Kat Standish